# Kuna de Madugandí

Comarcans läge i Panama.

Comarcans läge i provinsen.

Comarca Kuna de Madugandí (Comarca de Kuna de Madugandí) är ett av Panamas 5 comarca (område med begränsad autonomi).

## Geografi
Kuna de Madugandí ligger inom Provincia de Panamá, comarcan har en yta på cirka 2 318 km² med cirka 1 500 invånare. Befolkningstätheten är mindre än 1 invånare/km².
Huvudorten är Akua Yala med cirka 700 invånare.

## Förvaltning
Comarcan förvaltas av en Gobernador (guvernör), ISO 3166-2-koden är "PA-KM", befolkningen utgörs huvudsakligen av ursprungsfolket Kuna-indianerna.
Kuna de Madugandí är inte underdelad i distrito (distrikt) eller corregimientos (division) som övriga provinser i Panama.
Övriga samhällen är Icanti och Ipeti.
Comarcan inrättades den 12 januari 1996 efter delning av provinsen Panama.